# Steve Fenton (cầu thủ bóng đá)
Steve J. Fenton (sinh năm 1951) là một cựu cầu thủ bóng đá người Anh thi đấu ở vị trí Hậu vệ và tiền vệ.

## Sự nghiệp
Sinh ra ở Hartlepool, Fenton thi đấu cho Middlesbrough, Bradford City và Bradford Park Avenue.
Đối với Bradford City ông có 10 lần ra sân ở Football League, ghi 1 bàn thắng. Ông cũng 1 bàn trong 3 lần ra sân tại League Cup.